# Pruillé-le-Chétif
Pruillé-le-Chétif település Franciaországban, Sarthe megyében. Lakosainak száma 1333 fő (2022. január 1.). Pruillé-le-Chétif Trangé, Allonnes, Étival-lès-le-Mans, Fay, Rouillon és Saint-Georges-du-Bois községekkel határos.

## Népesség
A település népességének változása:
| Lakosok száma | 1278 | 1322 | 1361 | 1359 | 1344 | 1338 | 1331 | 1338 | 1333 |
|               | 2013 | 2015 | 2016 | 2017 | 2018 | 2019 | 2020 | 2021 | 2022 |